# Tomasz Zając (piłkarz)
Tomasz Zając (ur. 14 lipca 1995 w Wiedniu) – polski piłkarz grający na pozycji pomocnika w Turze Milejów.